# Aden
Aden je grad u Jemenu i bivši glavni grad nekadašnjeg Južnog Jemena. Aden je najznačajnija jemenska luka u Adenskom zaljevu u blizini strateški važnog tjesnaca Bab el Mandeb, koji povezuje Crveno more s Indijskim oceanom.

## Povijest
Prostor Adena je strateški važan na morskom prometnom putu između Europe i Azije te su na tom prostoru još u starom vijeku postojala trgovačka uporišta. Smatra se da je u 1. stoljeće pr. Kr. postojao trgovački grad Eudaemon. U predislamskom razdoblju su ovdje postojala kraljevstva Saba i Himyar. U to su doba na prostoru grada izgrađene tvrđave, dok su u islamskom razdoblju postojali lokalni kraljevi koji su vladali gradom i okolicom.
U 19. stoljeću postojao je Sultanat Lahij, njezin sultan je 1838. ustupio teritorij grada Adena Britanskom Carstvu, koje je tražilo uporište na strateški važnom Bab el Mandebu. Tim je činom utemeljena britanska Kolonija Aden, kojom je upravljala Britanska Istočnoindijska kompanija. Grad je bio trgovačko uporište i dio Britanske Indije.
Aden je 1937. izdvojen iz Indije i stvorena je Krunska kolonija Aden. Britanci su cijeli prostor južnog arapskog poluotoka (Hadramaut) organizirali kao Protektorat Aden. Sam grad Aden nije bio dio Protektorata Aden, nego posebna kolonija.
Tijekom 1960-ih godina jača pokret za oslobođenje od britanske vlasti. Godine 1962. stvorena je Federacija Južne Arabije pod britanskom upravom, ali s više samostalnosti, a 1967. je završila britanska uprava i stvorena je Narodna Demokratska Republika Jemen (poznata kao Južni Jemen), s Adenom kao glavnim gradom. Nakon ujedinjenja Jemena 1990. godine, glavni je grad nove države postala Sana'a, a Aden gubi dotadašnji status. Tijekom građanskog rata 1994. Aden je bio centar pobunjenika. Poznat je kao mjesto prvog napada Al Qaide na američke ratne brodove USS The Sullivans i USS Cole, 2000. godine.

## Zemljopis
Aden se nalazi na jugu Arapskog poluotoka u Adenskom zaljevu. Sam grad je smješten u krateru ugaslog vulkana, na poluotoku uskom prevlakom povezanim s kopnom. Zbog toga se stari Aden često naziva Krater. Između poluotoka i kopna je zaljev koji je idealna luka. Klima je pustinjska s malo padalina.

## Znamenitosti
Od turističkih znamenitosti najzanimljiviji su ostaci spremišta za vodu Tawila, sagrađenog u vulkanskim stijenama još u pretpovijesti. Poznata je i tvrđava Seerah. Grad ima mnoge građevine tradicionalne islamske arhitekture, ali i europske građevine iz kolonijalnog razdoblja (tradicionalne britanske crkve). Zanimljive su plaže s vulkanskim stijenama u okolici grada.

## Vanjske poveznice
- Adenska luka (engl.)